# Élections cantonales de 2011 dans la Loire-Atlantique
Les élections cantonales ont eu lieu les 20 et 27 mars 2011.

## Contexte départemental

### Assemblée départementale sortante
Avant les élections, le conseil général de la Loire-Atlantique est présidé par le socialiste Patrick Mareschal. Il comprend 59 conseillers généraux issus des 59 cantons de la Loire-Atlantique. 30 d'entre eux sont renouvelables lors de ces élections.
| Parti                             | Sigle | Élus | Groupe politique                                            |
| --------------------------------- | ----- | ---- | ----------------------------------------------------------- |
| Majorité (40 sièges)              |       |      |                                                             |
| Parti socialiste                  | PS    | 35   | Élus socialistes, communistes, écologistes et divers gauche |
| Divers gauche                     | DVG   | 2    | Élus socialistes, communistes, écologistes et divers gauche |
| Parti communiste français         | PCF   | 1    | Élus socialistes, communistes, écologistes et divers gauche |
| Les Verts                         | VEC   | 1    | Élus socialistes, communistes, écologistes et divers gauche |
| Parti de gauche                   | PG    | 1    | Élus socialistes, communistes, écologistes et divers gauche |
| Divers (1 siège)                  |       |      |                                                             |
| Sans étiquette                    | DIV   | 1    |                                                             |
| Opposition (18 sièges)            |       |      |                                                             |
| Union pour un mouvement populaire | UMP   | 9    | Démocratie 44                                               |
| Divers droite                     | DVD   | 6    | Démocratie 44                                               |
| Mouvement démocrate               | MoDem | 2    | Démocratie 44                                               |
| Debout la République              | DLR   | 1    | Démocratie 44                                               |
| Président du conseil général      |       |      |                                                             |
| Patrick Mareschal (PS)            |       |      |                                                             |

## Résultats à l'échelle du département

### Résultats en nombre de sièges
| Parti | Sièges mis en jeu | Élus | Évolution |
| ----- | ----------------- | ---- | --------- |
| PS    | 21                | 18   | -3        |
| DVD   | 3                 | 1    | -2        |
| UMP   | 3                 | 5    | +2        |
| MoDem | 1                 | 0    | -1        |
| EÉLV  | 1                 | 0    | -1        |
| SE    | 1                 | 4    | +3        |

### Assemblée départementale à l'issue des élections
| Parti                             | Sigle | Élus | Groupe politique                  |
| --------------------------------- | ----- | ---- | --------------------------------- |
| Majorité (36 sièges)              |       |      |                                   |
| Parti Socialiste                  | PS    | 32   | Élus socialistes et divers gauche |
| Divers gauche                     | DVG   | 2    | Élus socialistes et divers gauche |
| Parti communiste français         | PCF   | 1    | Élus socialistes et divers gauche |
| Parti de gauche                   | PG    | 1    | Élus socialistes et divers gauche |
| Divers (1 siège)                  |       |      |                                   |
| Sans étiquette                    | DIV   | 1    |                                   |
| Opposition (22 sièges)            |       |      |                                   |
| Union pour un mouvement populaire | UMP   | 11   | Démocratie 44                     |
| Divers droite                     | DVD   | 7    | Démocratie 44                     |
| Alliance centriste                | AC    | 2    | Démocratie 44                     |
| Nouveau Centre                    | NC    | 1    | Démocratie 44                     |
| Debout la République              | DLR   | 1    | Démocratie 44                     |
| Président du conseil général      |       |      |                                   |
| Philippe Grosvalet (PS)           |       |      |                                   |

### Liste des élus
| Canton                       | Conseiller sortant   | Parti | Parti | Conseiller élu       | Parti | Parti |
| ---------------------------- | -------------------- | ----- | ----- | -------------------- | ----- | ----- |
| Aigrefeuille-sur-Maine       | Bernard Deniaud      |       | PS    | Bernard Deniaud      |       | PS    |
| Ancenis                      | Jean-Michel Tobie    |       | AC    | Jean-Michel Tobie    |       | NC    |
| Blain                        | Marcel Verger        |       | PS    | Marcel Verger        |       | PS    |
| Carquefou                    | Bernard Aunette      |       | PS    | Bernard Aunette      |       | PS    |
| Clisson                      | Michel Merlet        |       | PS    | Michel Merlet        |       | PS    |
| Derval                       | Yves Daniel          |       | PS    | Yves Daniel          |       | PS    |
| Guémené-Penfao               | Yannick Bigaud       |       | DVD   | Yannick Bigaud       |       | DVD   |
| Herbignac                    | Charles Moreau       |       | PS    | Franck Hervy         |       | PS    |
| La Baule-Escoublac           | Guy Lemaire          |       | UMP   | Gatien Meunier       |       | UMP   |
| Le Loroux-Bottereau          | Roger Jamin          |       | DVD   | Pierre Bertin        |       | UMP   |
| Nantes-1                     | Fabienne Padovani    |       | PS    | Fabienne Padovani    |       | PS    |
| Nantes-3                     | Alain Robert         |       | PS    | Alain Robert         |       | PS    |
| Nantes-5                     | Claude Seyse         |       | PS    | Claude Seyse         |       | PS    |
| Nantes-7                     | Pascal Bolo          |       | PS    | Pascal Bolo          |       | PS    |
| Nantes-9                     | Catherine Touchefeu  |       | PS    | Catherine Touchefeu  |       | PS    |
| Nantes-11                    | Patrick Mareschal*   |       | PS    | Johanna Rolland      |       | PS    |
| Nort-sur-Erdre               | Xavier Amosse        |       | PS    | Jean-Luc Besnier     |       | SE    |
| Orvault                      | Joseph Parpaillon    |       | DVD   | Joseph Parpaillon    |       | NC    |
| Paimbœuf                     | Yanick Lebeaupin     |       | PS    | Yannick Haury        |       | NC    |
| Pornic                       | Patrick Girard       |       | UMP   | Patrick Girard       |       | UMP   |
| Riaillé                      | Patrice Chevalier    |       | SE    | Patrice Chevalier    |       | SE    |
| Rougé                        | Michel Neveu         |       | PS    | Michel Neveu         |       | PS    |
| Saint-Etienne-de-Montluc     | Jean-Pierre Fougerat |       | PS    | Jean-Pierre Fougerat |       | PS    |
| Saint-Herblain-Est           | Bernard Gagnet       |       | PS    | Bernard Gagnet       |       | PS    |
| Saint-Nazaire-Est            | Philippe Grosvalet   |       | PS    | Philippe Grosvalet   |       | PS    |
| Saint-Nazaire-Ouest          | Gilles Denigot       |       | EELV  | Annaig Cotonnec      |       | PS    |
| Saint-Philbert-de-Grand-Lieu | Stéphan Beaugé       |       | UMP   | Stéphan Beaugé       |       | UMP   |
| Saveny                       | Jean-Claude Le Gall  |       | PS    | Lénaïck Leclair      |       | PS    |
| Varades                      | Claude Bricaud       |       | PS    | Claude Gautier       |       | DVD   |
| Vertou                       | Martine L'Hostis     |       | PS    | Rodolphe Amailland   |       | UMP   |

*Conseillers généraux sortants ne se représentant pas

## Résultats par canton

### Canton d'Aigrefeuille-sur-Maine
| Candidats      | Candidats         | Étiquette      | Premier tour | Premier tour |
| Candidats      | Candidats         | Étiquette      | Voix         | %            |
| -------------- | ----------------- | -------------- | ------------ | ------------ |
|                | Bernard Deniaud*  | PS             | 4 313        | 58,85        |
|                | Daniel Bolteau    | UMP            | 2 017        | 27,52        |
|                | Anne Eon          | EÉLV           | 794          | 10,83        |
|                | Fabienne Cailleau | PCF            | 205          | 2,80         |
|                |                   |                |              |              |
| Inscrits       | Inscrits          | Inscrits       | 17 076       | 100,00       |
| Abstentions    | Abstentions       | Abstentions    | 9 519        | 55,74        |
| Votants        | Votants           | Votants        | 7 557        | 44,26        |
| Blancs et nuls | Blancs et nuls    | Blancs et nuls | 228          | 3,02         |
| Exprimés       | Exprimés          | Exprimés       | 7 329        | 96,98        |

*sortant

### Canton d'Ancenis
| Candidats      | Candidats          | Étiquette      | Premier tour | Premier tour | Second tour | Second tour |
| Candidats      | Candidats          | Étiquette      | Voix         | %            | Voix        | %           |
| -------------- | ------------------ | -------------- | ------------ | ------------ | ----------- | ----------- |
|                | Jean-Michel Tobie* | NC             | 4 294        | 53,40        | 4 687       | 59,37       |
|                | Annie Briand       | PS             | 2 204        | 27,41        | 3 208       | 40,63       |
|                | Sébastien Lenoble  | EELV           | 994          | 12,36        |             |             |
|                | Jean-Luc Pellerin  | UDB            | 274          | 3,41         |             |             |
|                | Anna Barret        | PCF            | 275          | 3,42         |             |             |
|                |                    |                |              |              |             |             |
| Inscrits       | Inscrits           | Inscrits       | 17 944       | 100,00       | 17 944      | 100,00      |
| Abstentions    | Abstentions        | Abstentions    | 9 607        | 53,54        | 9 661       | 53,84       |
| Votants        | Votants            | Votants        | 8 337        | 46,46        | 8 283       | 46,16       |
| Blancs et nuls | Blancs et nuls     | Blancs et nuls | 296          | 3,55         | 388         | 4,68        |
| Exprimés       | Exprimés           | Exprimés       | 8 041        | 96,45        | 7 895       | 95,32       |

*sortant

### Canton de Blain
Fief de la droite de 1945 à 2004, le canton de Blain a largement basculé à l'occasion de la dernière élection, en faveur de Marcel Verger, maire socialiste de Bouvron. Neuf candidats se sont présentés en 2004, ils ne sont plus que six en 2011. Face au sortant, deux candidats de gauche. L'écologiste Eric Martin, chef d'entreprise résident de Fay-de-Bretagne et la communiste Nawel Hadjadj, cadre en entreprise habitant Blain. Le principal candidat de la droite est Jean-Michel Buf, conseiller municipal d'opposition à Blain. Sont également présents Annie-Chantal Durand, militante FN à Blain, et le régionaliste Jacky Flippot. Ce dernier représente le Parti Breton et dispose du soutien du MoDem et de l'AEI dont sa suppléante est issue,.
Le premier tour offre une bonne avance au sortant socialiste face au candidat de la droite. Celui-ci ne devance que de peu le candidat écologiste. L'abstention progressant de 24 points, elle touche principalement le sortant qui perd 900 de ses voix de 2004 et la droite qui divise ses voix par deux. Les Verts progressent cependant de 350 voix, contribuant à ce résultat serré. Le FN progresse également de 300 voix et les régionalistes d'environ 150. Les communistes enfin, comme la droite, divisent par deux leurs voix. Le second tour est également touché par une abstention bondissante, progressant de 27 points depuis 2004. Il permet à Marcel Verger d'être réélu avec un score large mais en baisse depuis 2004, surtout en voix mais aussi en pourcentage, de l'ordre de cinq points.

Au niveau des communes, on peut noter que Marcel Verger est largement porté par toutes les communes au second tour, obtenant jusqu'à 69 % des voix au Gâvre. Cependant, on peut noter que le candidat écologiste est deuxième dans cette même commune au premier tour et arrive en tête du premier tour dans la commune du canton bien connue pour le projet d'aéroport sur son territoire, Notre-Dame-des-Landes.
| Candidats      | Candidats            | Étiquette      | Premier tour | Premier tour | Second tour | Second tour |
| Candidats      | Candidats            | Étiquette      | Voix         | %            | Voix        | %           |
| -------------- | -------------------- | -------------- | ------------ | ------------ | ----------- | ----------- |
|                | Marcel Verger*       | PS             | 1 954        | 35,54        | 3 011       | 60,20       |
|                | Jean-Michel Buf      | MP             | 1 191        | 21,66        | 1 991       | 39,80       |
|                | Eric Martin          | EÉLV           | 1 061        | 19,30        |             |             |
|                | Annie-Chantal Durand | FN             | 757          | 13,77        |             |             |
|                | Jacky Flippot        | PB             | 284          | 5,17         |             |             |
|                | Nawel Hadjadj        | FG             | 251          | 4,57         |             |             |
|                |                      |                |              |              |             |             |
| Inscrits       | Inscrits             | Inscrits       | 13 212       | 100,00       | 13 212      | 100,00      |
| Abstentions    | Abstentions          | Abstentions    | 7 471        | 56,55        | 7 668       | 58,04       |
| Votants        | Votants              | Votants        | 5 741        | 43,45        | 5 544       | 41,96       |
| Blancs et nuls | Blancs et nuls       | Blancs et nuls | 243          | 4,23         | 542         | 9,78        |
| Exprimés       | Exprimés             | Exprimés       | 5 498        | 95,77        | 5 002       | 90,22       |

*sortant

### Canton de Carquefou
| Candidats      | Candidats        | Étiquette      | Premier tour | Premier tour | Second tour | Second tour |
| Candidats      | Candidats        | Étiquette      | Voix         | %            | Voix        | %           |
| -------------- | ---------------- | -------------- | ------------ | ------------ | ----------- | ----------- |
|                | Bernard Aunette* | PS             | 4 870        | 39,74        | 7 122       | 57,33       |
|                | Serge Mounier    | DVD            | 4 344        | 35,45        | 5 301       | 42,67       |
|                | Delphine Bonnet  | EÉLV           | 2 530        | 20,64        |             |             |
|                | Alain Bourdeau   | PCF            | 511          | 4,17         |             |             |
|                |                  |                |              |              |             |             |
| Inscrits       | Inscrits         | Inscrits       | 30 670       | 100,00       | 30 670      | 100,00      |
| Abstentions    | Abstentions      | Abstentions    | 18 032       | 58,79        | 17 627      | 57,47       |
| Votants        | Votants          | Votants        | 12 638       | 41,21        | 13 043      | 42,53       |
| Blancs et nuls | Blancs et nuls   | Blancs et nuls | 383          | 3,03         | 620         | 4,75        |
| Exprimés       | Exprimés         | Exprimés       | 12 255       | 96,97        | 12 423      | 95,25       |

*sortant

### Canton de Clisson
| Candidats      | Candidats        | Étiquette      | Premier tour | Premier tour | Second tour | Second tour |
| Candidats      | Candidats        | Étiquette      | Voix         | %            | Voix        | %           |
| -------------- | ---------------- | -------------- | ------------ | ------------ | ----------- | ----------- |
|                | Michel Merlet*   | PS             | 2 657        | 36,07        | 3 829       | 52,17       |
|                | François Guillot | UMP            | 2 643        | 35,88        | 3 510       | 47,83       |
|                | Franck Nicolon   | EÉLV           | 1 128        | 15,31        |             |             |
|                | Michel Duret     | FN             | 760          | 10,32        |             |             |
|                | Francis Gilbert  | PCF            | 178          | 2,42         |             |             |
|                |                  |                |              |              |             |             |
| Inscrits       | Inscrits         | Inscrits       | 16 671       | 100,00       | 16 671      | 100,00      |
| Abstentions    | Abstentions      | Abstentions    | 9 126        | 54,74        | 9 027       | 54,15       |
| Votants        | Votants          | Votants        | 7 545        | 45,26        | 7 644       | 45,85       |
| Blancs et nuls | Blancs et nuls   | Blancs et nuls | 179          | 2,37         | 305         | 3,99        |
| Exprimés       | Exprimés         | Exprimés       | 7 366        | 97,63        | 7 339       | 96,01       |

*sortant

### Canton de Derval
| Candidats      | Candidats        | Étiquette      | Premier tour | Premier tour |
| Candidats      | Candidats        | Étiquette      | Voix         | %            |
| -------------- | ---------------- | -------------- | ------------ | ------------ |
|                | Yves Daniel*     | PS             | 1 669        | 57,61        |
|                | Didier Garnier   | UMP            | 639          | 22,06        |
|                | Yves Blais       | PC             | 316          | 10,91        |
|                | Chantal Barbault | EÉLV           | 273          | 9,42         |
|                |                  |                |              |              |
| Inscrits       | Inscrits         | Inscrits       | 6 425        | 100,00       |
| Abstentions    | Abstentions      | Abstentions    | 3 399        | 52,90        |
| Votants        | Votants          | Votants        | 3 026        | 47,10        |
| Blancs et nuls | Blancs et nuls   | Blancs et nuls | 129          | 4,26         |
| Exprimés       | Exprimés         | Exprimés       | 2 897        | 95,74        |

*sortant

### Canton de Guémené-Penfao
| Candidats      | Candidats       | Étiquette      | Premier tour | Premier tour |
| Candidats      | Candidats       | Étiquette      | Voix         | %            |
| -------------- | --------------- | -------------- | ------------ | ------------ |
|                | Yannick Bigaud* | DVD            | 1 970        | 51,91        |
|                | Michel Loquet   | PS             | 967          | 25,48        |
|                | Jules Daniel    | DVG            | 389          | 10,25        |
|                | Armelle Le Hir  | EXG            | 372          | 9,80         |
|                | Michel Leloup   | PCF            | 97           | 2,56         |
|                |                 |                |              |              |
| Inscrits       | Inscrits        | Inscrits       | 6 739        | 100,00       |
| Abstentions    | Abstentions     | Abstentions    | 2 852        | 42,32        |
| Votants        | Votants         | Votants        | 3 887        | 57,68        |
| Blancs et nuls | Blancs et nuls  | Blancs et nuls | 92           | 2,37         |
| Exprimés       | Exprimés        | Exprimés       | 3 795        | 97,63        |

*sortant

### Canton d'Herbignac
| Candidats      | Candidats       | Étiquette      | Premier tour | Premier tour | Second tour | Second tour |
| Candidats      | Candidats       | Étiquette      | Voix         | %            | Voix        | %           |
| -------------- | --------------- | -------------- | ------------ | ------------ | ----------- | ----------- |
|                | Franck Hervy    | PS             | 2 454        | 56,14        | 3 122       | 70,22       |
|                | Pierre Lebouc   | MoDem          | 1 128        | 25,81        | 1 324       | 29,78       |
|                | Gérard Gilbert  | EÉLV           | 610          | 13,96        |             |             |
|                | Marc Bernardeau | PCF            | 179          | 4,10         |             |             |
|                |                 |                |              |              |             |             |
| Inscrits       | Inscrits        | Inscrits       | 10 858       | 100,00       | 10 857      | 100,00      |
| Abstentions    | Abstentions     | Abstentions    | 6 312        | 58,13        | 6 188       | 57,00       |
| Votants        | Votants         | Votants        | 4 546        | 41,87        | 4 669       | 43,00       |
| Blancs et nuls | Blancs et nuls  | Blancs et nuls | 175          | 3,85         | 223         | 4,78        |
| Exprimés       | Exprimés        | Exprimés       | 4 371        | 96,15        | 4 446       | 95,22       |

### Canton de La Baule-Escoublac
| Candidats      | Candidats          | Étiquette      | Premier tour | Premier tour | Second tour | Second tour |
| Candidats      | Candidats          | Étiquette      | Voix         | %            | Voix        | %           |
| -------------- | ------------------ | -------------- | ------------ | ------------ | ----------- | ----------- |
|                | Gatien Meunier     | UMP            | 2 563        | 26,47        | 3 922       | 55,33       |
|                | Robert Belliot     | DVD            | 2 167        | 22,38        | 3 166       | 44,67       |
|                | Erwan Le Moigne    | PS             | 2 106        | 21,75        |             |             |
|                | Christian Bouchet  | FN             | 1 261        | 13,02        |             |             |
|                | Mireille Bourdon   | EÉLV           | 754          | 7,79         |             |             |
|                | Jean-Pierre Savary | MoDem          | 254          | 2,62         |             |             |
|                | Jean-Claude Blanc  | DVD            | 237          | 2,45         |             |             |
|                | Françoise Cabon    | PCF            | 231          | 2,39         |             |             |
|                | Jérémy Rabiller    | DVD            | 111          | 1,15         |             |             |
|                |                    |                |              |              |             |             |
| Inscrits       | Inscrits           | Inscrits       | 23 910       | 100,00       | 23 911      | 100,00      |
| Abstentions    | Abstentions        | Abstentions    | 14 048       | 58,75        | 15 293      | 63,96       |
| Votants        | Votants            | Votants        | 9 862        | 41,15        | 8 618       | 36,04       |
| Blancs et nuls | Blancs et nuls     | Blancs et nuls | 178          | 1,80         | 1 530       | 17,75       |
| Exprimés       | Exprimés           | Exprimés       | 9 684        | 98,20        | 7 088       | 82,25       |

### Canton du Loroux-Bottereau
| Candidats      | Candidats            | Étiquette      | Premier tour | Premier tour | Second tour | Second tour |
| Candidats      | Candidats            | Étiquette      | Voix         | %            | Voix        | %           |
| -------------- | -------------------- | -------------- | ------------ | ------------ | ----------- | ----------- |
|                | Pierre Bertin        | UMP            | 1 917        | 24,44        | 3 673       | 53,64       |
|                | Christophe Audouin   | SE             | 1 253        | 15,97        | 3 174       | 46,36       |
|                | Michel Courbet       | PS             | 1 201        | 15,31        |             |             |
|                | Xavier Bouziat       | EÉLV           | 975          | 12,43        |             |             |
|                | Paul Corbet          | DVG            | 805          | 10,26        |             |             |
|                | Henri Attimont       | FN             | 748          | 9,54         |             |             |
|                | Alan Coraud          | DVD            | 531          | 6,77         |             |             |
|                | Emmanuelle Bellettre | PCF            | 214          | 2,73         |             |             |
|                | Jacques Houdouin     | MoDem          | 200          | 2,55         |             |             |
|                |                      |                |              |              |             |             |
| Inscrits       | Inscrits             | Inscrits       | 17 804       | 100,00       | 17 804      | 100,00      |
| Abstentions    | Abstentions          | Abstentions    | 9 708        | 54,53        | 10 298      | 57,84       |
| Votants        | Votants              | Votants        | 8 096        | 45,47        | 7 506       | 42,16       |
| Blancs et nuls | Blancs et nuls       | Blancs et nuls | 252          | 3,11         | 659         | 8,78        |
| Exprimés       | Exprimés             | Exprimés       | 7 844        | 96,89        | 6 847       | 91,22       |

### Canton de Nantes-1
| Candidats      | Candidats          | Étiquette      | Premier tour | Premier tour | Second tour | Second tour |
| Candidats      | Candidats          | Étiquette      | Voix         | %            | Voix        | %           |
| -------------- | ------------------ | -------------- | ------------ | ------------ | ----------- | ----------- |
|                | Xavier Fournier    | UMP            | 2 135        | 31,68        | 3 154       | 46,55       |
|                | Fabienne Padovani* | PS             | 1 962        | 29,11        | 3 621       | 53,45       |
|                | Cécile Bir         | EÉLV           | 1 325        | 19,66        |             |             |
|                | Frédéric Aubry     | DVD            | 416          | 6,17         |             |             |
|                | Gauthier Bouchet   | FN             | 540          | 8,01         |             |             |
|                | Isabelle Violet    | PG             | 361          | 5,36         |             |             |
|                |                    |                |              |              |             |             |
| Inscrits       | Inscrits           | Inscrits       | 17 057       | 100,00       | 17 057      | 100,00      |
| Abstentions    | Abstentions        | Abstentions    | 10 237       | 60,02        | 10 028      | 58,79       |
| Votants        | Votants            | Votants        | 6 820        | 39,98        | 7 029       | 41,21       |
| Blancs et nuls | Blancs et nuls     | Blancs et nuls | 81           | 1,19         | 254         | 3,61        |
| Exprimés       | Exprimés           | Exprimés       | 6 739        | 98,81        | 6 775       | 96,39       |

*sortant

### Canton de Nantes-3
| Candidats      | Candidats                  | Étiquette      | Premier tour | Premier tour | Second tour | Second tour |
| Candidats      | Candidats                  | Étiquette      | Voix         | %            | Voix        | %           |
| -------------- | -------------------------- | -------------- | ------------ | ------------ | ----------- | ----------- |
|                | Alain Robert*              | PS             | 2 290        | 40,06        | 2 452       | 53,65       |
|                | Pascale Chiron             | EELV           | 1 153        | 20,17        | 2 118       | 46,35       |
|                | Mickael Barthelemy-Mathiot | UMP            | 1 053        | 18,42        |             |             |
|                | Anne Etourneauv            | 574            | 10,04        |              |             |             |
|                | Christian Ferron           | PG             | 278          | 4,86         |             |             |
|                | Patrick Boucheron          | MoDem          | 166          | 2,90         |             |             |
|                | Catherine Josse            | PCF            | 140          | 2,45         |             |             |
|                | Jean-Pierre Bréus          | POI            | 63           | 1,10         |             |             |
|                |                            |                |              |              |             |             |
| Inscrits       | Inscrits                   | Inscrits       | 17 668       | 100,00       | 17 666      | 100,00      |
| Abstentions    | Abstentions                | Abstentions    | 11 882       | 67,25        | 12 568      | 71,14       |
| Votants        | Votants                    | Votants        | 5 786        | 32,75        | 5 098       | 28,86       |
| Blancs et nuls | Blancs et nuls             | Blancs et nuls | 69           | 1,19         | 528         | 10,36       |
| Exprimés       | Exprimés                   | Exprimés       | 5 717        | 98,81        | 4 570       | 89,64       |

*sortant

### Canton de Nantes-5
| Candidats      | Candidats         | Étiquette      | Premier tour | Premier tour | Second tour | Second tour |
| Candidats      | Candidats         | Étiquette      | Voix         | %            | Voix        | %           |
| -------------- | ----------------- | -------------- | ------------ | ------------ | ----------- | ----------- |
|                | Claude Seyse*     | PS             | 2 543        | 50,46        | 2 665       | 55,22       |
|                | Catherine Choquet | EELV           | 1 554        | 30,83        | 2 161       | 44,78       |
|                | Franck Meyer      | MoDem          | 637          | 12,64        |             |             |
|                | Marie Benatre     | PCF            | 306          | 6,07         |             |             |
|                |                   |                |              |              |             |             |
| Inscrits       | Inscrits          | Inscrits       | 15 850       | 100,00       | 15 849      | 100,00      |
| Abstentions    | Abstentions       | Abstentions    | 10 540       | 66,50        | 10 693      | 67,47       |
| Votants        | Votants           | Votants        | 5 310        | 33,50        | 5 156       | 32,53       |
| Blancs et nuls | Blancs et nuls    | Blancs et nuls | 270          | 5,08         | 330         | 6,40        |
| Exprimés       | Exprimés          | Exprimés       | 5 040        | 94,92        | 4 826       | 93,60       |

*sortant

### Canton de Nantes-7
| Candidats      | Candidats      | Étiquette      | Premier tour | Premier tour | Second tour | Second tour |
| Candidats      | Candidats      | Étiquette      | Voix         | %            | Voix        | %           |
| -------------- | -------------- | -------------- | ------------ | ------------ | ----------- | ----------- |
|                | Pascal Bolo*   | PS             | 2 118        | 48,29        | 3 074       | 70,55       |
|                | Fabrice Hamon  | NC             | 1 116        | 25,44        | 1 283       | 29,45       |
|                | Franck Pennuen | EELV           | 921          | 21,00        |             |             |
|                | Marc Berland   | PCF            | 231          | 5,27         |             |             |
|                |                |                |              |              |             |             |
| Inscrits       | Inscrits       | Inscrits       | 13 175       | 100,00       | 13 174      | 100,00      |
| Abstentions    | Abstentions    | Abstentions    | 8 674        | 65,84        | 8 628       | 65,49       |
| Votants        | Votants        | Votants        | 4 501        | 34,16        | 4 546       | 34,51       |
| Blancs et nuls | Blancs et nuls | Blancs et nuls | 115          | 2,55         | 189         | 4,16        |
| Exprimés       | Exprimés       | Exprimés       | 4 386        | 97,45        | 4 357       | 95,84       |

*sortant

### Canton de Nantes-9
| Candidats      | Candidats           | Étiquette      | Premier tour | Premier tour | Second tour | Second tour |
| Candidats      | Candidats           | Étiquette      | Voix         | %            | Voix        | %           |
| -------------- | ------------------- | -------------- | ------------ | ------------ | ----------- | ----------- |
|                | Catherine Touchefeu | PS             | 3 543        | 46,01        | 5 277       | 73,10       |
|                | Maxime Lelièvre     | NC             | 1 280        | 16,62        | 1 942       | 26,90       |
|                | Yoann Hendryckx     | EELV           | 1 227        | 15,93        |             |             |
|                | Michel Lombardo     | FN             | 1 015        | 13,18        |             |             |
|                | Guy Croupy          | PG             | 408          | 5,29         |             |             |
|                | Jean Jacques Moreau | PCF            | 226          | 2,93         |             |             |
|                |                     |                |              |              |             |             |
| Inscrits       | Inscrits            | Inscrits       | 20 335       | 100,00       | 20 335      | 100,00      |
| Abstentions    | Abstentions         | Abstentions    | 12 483       | 61,38        | 12 763      | 62,76       |
| Votants        | Votants             | Votants        | 7 852        | 38,61        | 7 572       | 37,24       |
| Blancs et nuls | Blancs et nuls      | Blancs et nuls | 153          | 1,95         | 353         | 4,66        |
| Exprimés       | Exprimés            | Exprimés       | 7 699        | 98,05        | 7 219       | 95,34       |

### Canton de Nantes-11
| Candidats      | Candidats                     | Étiquette      | Premier tour | Premier tour | Second tour | Second tour |
| Candidats      | Candidats                     | Étiquette      | Voix         | %            | Voix        | %           |
| -------------- | ----------------------------- | -------------- | ------------ | ------------ | ----------- | ----------- |
|                | Johanna Rolland               | PS             | 1 709        | 41,46        | 2 698       | 69,14       |
|                | Sophie van Goethem            | NC             | 883          | 21,42        | 1 204       | 30,86       |
|                | Nicolas Martin                | EELV           | 685          | 16,62        |             |             |
|                | Jean-Paul Dubois              | FN             | 509          | 12,35        |             |             |
|                | Marie-Françoise Thibaud Meslé | PG             | 181          | 4,39         |             |             |
|                | Isabelle Huchet               | PCF            | 155          | 3,76         |             |             |
|                |                               |                |              |              |             |             |
| Inscrits       | Inscrits                      | Inscrits       | 11 380       | 100,00       | 11 379      | 100,00      |
| Abstentions    | Abstentions                   | Abstentions    | 7 187        | 63,15        | 7 295       | 54,11       |
| Votants        | Votants                       | Votants        | 4 193        | 36,85        | 4 084       | 35,89       |
| Blancs et nuls | Blancs et nuls                | Blancs et nuls | 71           | 1,69         | 182         | 4,46        |
| Exprimés       | Exprimés                      | Exprimés       | 4 122        | 98,31        | 3 902       | 95,54       |

### Canton de Nort-sur-Erdre
| Candidats      | Candidats          | Étiquette      | Premier tour | Premier tour | Second tour | Second tour |
| Candidats      | Candidats          | Étiquette      | Voix         | %            | Voix        | %           |
| -------------- | ------------------ | -------------- | ------------ | ------------ | ----------- | ----------- |
|                | Claudine Hias      | PS             | 2 334        | 30,05        | 3 209       | 43,32       |
|                | Jean-Luc Besnier   | SE             | 1 826        | 23,51        | 4 199       | 56,68       |
|                | Hervé Leca         | FN             | 1 100        | 14,16        |             |             |
|                | Benoit Vercelletto | AC             | 1 074        | 13,83        |             |             |
|                | Hervé Madouas      | EELV           | 1 050        | 13,52        |             |             |
|                | Morvan Coarer      | NPA            | 196          | 2,52         |             |             |
|                | Nathalie Thomas    | PCF            | 187          | 2,41         |             |             |
|                |                    |                |              |              |             |             |
| Inscrits       | Inscrits           | Inscrits       | 18 000       | 100,00       | 18 000      | 100,00      |
| Abstentions    | Abstentions        | Abstentions    | 9 899        | 54,99        | 10 163      | 56,46       |
| Votants        | Votants            | Votants        | 8 101        | 45,01        | 7 837       | 43,54       |
| Blancs et nuls | Blancs et nuls     | Blancs et nuls | 334          | 4,12         | 429         | 5,47        |
| Exprimés       | Exprimés           | Exprimés       | 7 767        | 95,88        | 7 408       | 94,53       |

### Canton d'Orvault
| Candidats      | Candidats              | Étiquette      | Premier tour | Premier tour | Second tour | Second tour |
| Candidats      | Candidats              | Étiquette      | Voix         | %            | Voix        | %           |
| -------------- | ---------------------- | -------------- | ------------ | ------------ | ----------- | ----------- |
|                | Joseph Parpaillon*     | NC             | 5 466        | 50,01        | 6 199       | 54,58       |
|                | Caroline Tahar         | PS             | 2 990        | 27,36        | 5 158       | 45,42       |
|                | Jean-Sébastien Guitton | EELV           | 2 162        | 19,78        |             |             |
|                | Christophe Lancien     | PCF            | 311          | 2,85         |             |             |
|                |                        |                |              |              |             |             |
| Inscrits       | Inscrits               | Inscrits       | 25 495       | 100,00       | 25 494      | 100,00      |
| Abstentions    | Abstentions            | Abstentions    | 14 291       | 56,05        | 13 736      | 53,88       |
| Votants        | Votants                | Votants        | 11 204       | 43,95        | 11 758      | 46,12       |
| Blancs et nuls | Blancs et nuls         | Blancs et nuls | 275          | 2,45         | 401         | 3,41        |
| Exprimés       | Exprimés               | Exprimés       | 10 929       | 97,55        | 11 357      | 96,59       |

*sortant

### Canton de Paimbœuf
| Candidats      | Candidats          | Étiquette      | Premier tour | Premier tour | Second tour | Second tour |
| Candidats      | Candidats          | Étiquette      | Voix         | %            | Voix        | %           |
| -------------- | ------------------ | -------------- | ------------ | ------------ | ----------- | ----------- |
|                | Yannick Haury      | NC             | 2 431        | 40,02        | 3 385       | 54,70       |
|                | Yanick Lebeaupin*  | PS             | 1 801        | 29,65        | 2 803       | 45,30       |
|                | Stéphane Bertrand  | EELV           | 597          | 9,83         |             |             |
|                | Marguerite Lussaud | FN             | 593          | 9,76         |             |             |
|                | Philippe Fintoni   | MoDem          | 326          | 5,37         |             |             |
|                | Didier Broucke     | PCF            | 151          | 2,49         |             |             |
|                | Philippe Joulain   | POI            | 89           | 1,47         |             |             |
|                | Matthieu Cosse     | DVG            | 87           | 1,43         |             |             |
|                |                    |                |              |              |             |             |
| Inscrits       | Inscrits           | Inscrits       | 13 100       | 100,00       | 13 100      | 100,00      |
| Abstentions    | Abstentions        | Abstentions    | 6 919        | 52,82        | 6 677       | 50,97       |
| Votants        | Votants            | Votants        | 6 181        | 47,18        | 6 423       | 49,03       |
| Blancs et nuls | Blancs et nuls     | Blancs et nuls | 106          | 1,71         | 235         | 3,66        |
| Exprimés       | Exprimés           | Exprimés       | 6 075        | 98,29        | 6 188       | 96,34       |

*sortant

### Canton de Pornic
| Candidats      | Candidats             | Étiquette      | Premier tour | Premier tour | Second tour | Second tour |
| Candidats      | Candidats             | Étiquette      | Voix         | %            | Voix        | %           |
| -------------- | --------------------- | -------------- | ------------ | ------------ | ----------- | ----------- |
|                | Patrick Girard*       | UMP            | 3 789        | 37,27        | 5 227       | 52,24       |
|                | Sophie de Saint Amour | PS             | 2 761        | 27,16        | 4 779       | 47,76       |
|                | Laura Lussaud         | FN             | 1 505        | 14,81        |             |             |
|                | Corinne Guignard      | EELV           | 1 068        | 10,51        |             |             |
|                | Alain Guillon         | MoDem          | 816          | 8,03         |             |             |
|                | Gauthier Lorthiois    | PCF            | 226          | 2,22         |             |             |
|                |                       |                |              |              |             |             |
| Inscrits       | Inscrits              | Inscrits       | 22 274       | 100,00       | 22 273      | 100,00      |
| Abstentions    | Abstentions           | Abstentions    | 11 912       | 53,48        | 11 630      | 52,22       |
| Votants        | Votants               | Votants        | 10 362       | 46,52        | 10 643      | 47,78       |
| Blancs et nuls | Blancs et nuls        | Blancs et nuls | 197          | 1,90         | 637         | 5,99        |
| Exprimés       | Exprimés              | Exprimés       | 10 165       | 98,10        | 10 006      | 94,01       |

*sortant

### Canton de Riaillé
| Candidats      | Candidats          | Étiquette      | Premier tour | Premier tour | Second tour | Second tour |
| Candidats      | Candidats          | Étiquette      | Voix         | %            | Voix        | %           |
| -------------- | ------------------ | -------------- | ------------ | ------------ | ----------- | ----------- |
|                | Patrice Chevalier* | SE             | 1 242        | 45,85        | 1 618       | 63,08       |
|                | Laurent Saliou     | EELV           | 625          | 23,07        | 947         | 36,92       |
|                | Hervé Lubert       | DVD            | 529          | 19,53        |             |             |
|                | Pedro Maia         | PCF            | 233          | 8,60         |             |             |
|                | Bruno Chevalier    | MRC            | 80           | 2,95         |             |             |
|                |                    |                |              |              |             |             |
| Inscrits       | Inscrits           | Inscrits       | 5 577        | 100,00       | 5 577       | 100,00      |
| Abstentions    | Abstentions        | Abstentions    | 2 754        | 49,38        | 2 794       | 50,10       |
| Votants        | Votants            | Votants        | 2 823        | 50,62        | 2 783       | 49,90       |
| Blancs et nuls | Blancs et nuls     | Blancs et nuls | 114          | 4,04         | 218         | 7,83        |
| Exprimés       | Exprimés           | Exprimés       | 2 709        | 95,96        | 2 565       | 92,17       |

*sortant

### Canton de Rougé
| Candidats      | Candidats                  | Étiquette      | Premier tour | Premier tour | Second tour | Second tour |
| Candidats      | Candidats                  | Étiquette      | Voix         | %            | Voix        | %           |
| -------------- | -------------------------- | -------------- | ------------ | ------------ | ----------- | ----------- |
|                | Michel Neveu*              | PS             | 754          | 49,96        | 963         | 60,95       |
|                | Catherine Le Hecho-Portais | DVD            | 588          | 38,18        | 617         | 39,05       |
|                | Isabelle Melaye            | EELV           | 118          | 7,66         |             |             |
|                | Céline Etrillard           | NPA            | 54           | 3,51         |             |             |
|                | Nathalie Denis             | PCF            | 26           | 1,69         |             |             |
|                |                            |                |              |              |             |             |
| Inscrits       | Inscrits                   | Inscrits       | 3 235        | 100,00       | 3 236       | 100,00      |
| Abstentions    | Abstentions                | Abstentions    | 1 637        | 50,60        | 1 601       | 49,47       |
| Votants        | Votants                    | Votants        | 1 598        | 49,40        | 1 635       | 50,53       |
| Blancs et nuls | Blancs et nuls             | Blancs et nuls | 58           | 3,63         | 55          | 3,36        |
| Exprimés       | Exprimés                   | Exprimés       | 1 540        | 96,37        | 1 580       | 96,64       |

*sortant

### Canton de Saint-Étienne-de-Montluc
| Candidats      | Candidats             | Étiquette      | Premier tour | Premier tour | Second tour | Second tour |
| Candidats      | Candidats             | Étiquette      | Voix         | %            | Voix        | %           |
| -------------- | --------------------- | -------------- | ------------ | ------------ | ----------- | ----------- |
|                | Jean-Pierre Fougerat* | PS             | 5 071        | 50,17        | 5 595       | 61,16       |
|                | Jacques Testard       | EELV           | 2 255        | 22,31        | 3 553       | 38,84       |
|                | Patricia Rio          | NC             | 1 818        | 17,99        |             |             |
|                | Michel Lucas          | PCF            | 571          | 5,65         |             |             |
|                | Georges Deniel        | POI            | 228          | 2,26         |             |             |
|                | Chantal Girardin      | DVG            | 164          | 1,62         |             |             |
|                |                       |                |              |              |             |             |
| Inscrits       | Inscrits              | Inscrits       | 26 573       | 100,00       | 26 571      | 100,00      |
| Abstentions    | Abstentions           | Abstentions    | 15 952       | 60,03        | 16 437      | 61,86       |
| Votants        | Votants               | Votants        | 10 621       | 39,97        | 10 134      | 38,14       |
| Blancs et nuls | Blancs et nuls        | Blancs et nuls | 514          | 4,84         | 986         | 9,73        |
| Exprimés       | Exprimés              | Exprimés       | 10 107       | 95,16        | 9 148       | 90,27       |

*sortant

### Canton de Saint-Herblain-Est
| Candidats      | Candidats           | Étiquette      | Premier tour | Premier tour | Second tour | Second tour |
| Candidats      | Candidats           | Étiquette      | Voix         | %            | Voix        | %           |
| -------------- | ------------------- | -------------- | ------------ | ------------ | ----------- | ----------- |
|                | Bernard Gagnet*     | PS             | 2 322        | 39,54        | 2 667       | 54,89       |
|                | Paul Tallio         | EELV           | 1 073        | 18,27        | 2 192       | 45,11       |
|                | Wilfried Durand     | FN             | 923          | 15,72        |             |             |
|                | Myriam Gandolphe    | UMP            | 792          | 13,49        |             |             |
|                | Laurent Revranche   | NC             | 292          | 4,97         |             |             |
|                | Sandrine Fleurimont | PCF            | 212          | 3,61         |             |             |
|                | Christian Nédélec   | NPA            | 176          | 3,00         |             |             |
|                | Samuel Magaud       | DVG            | 82           | 1,40         |             |             |
|                |                     |                |              |              |             |             |
| Inscrits       | Inscrits            | Inscrits       | 16 723       | 100,00       | 16 723      | 100,00      |
| Abstentions    | Abstentions         | Abstentions    | 10 739       | 64,22        | 11 201      | 66,98       |
| Votants        | Votants             | Votants        | 5 984        | 35,78        | 5 522       | 33,02       |
| Blancs et nuls | Blancs et nuls      | Blancs et nuls | 112          | 1,87         | 663         | 12,01       |
| Exprimés       | Exprimés            | Exprimés       | 5 872        | 98,13        | 4 859       | 87,99       |

*sortant

### Canton de Saint-Nazaire-Est
| Candidats      | Candidats           | Étiquette      | Premier tour | Premier tour | Second tour | Second tour |
| Candidats      | Candidats           | Étiquette      | Voix         | %            | Voix        | %           |
| -------------- | ------------------- | -------------- | ------------ | ------------ | ----------- | ----------- |
|                | Philippe Grosvalet* | PS             | 1 965        | 44,01        | 2 481       | 64,56       |
|                | Michèle Viau        | EELV           | 669          | 14,98        | 1 362       | 35,44       |
|                | Oriane Borja        | FN             | 590          | 13,21        |             |             |
|                | Philippe Cadiet     | UMP            | 513          | 11,49        |             |             |
|                | Alain Manara        | PCF            | 237          | 5,31         |             |             |
|                | Augustin Grodoy     | PG             | 214          | 4,79         |             |             |
|                | Damien Perrotin     | UDB            | 111          | 2,49         |             |             |
|                | Philippe Fouré      | POI            | 92           | 2,06         |             |             |
|                | Ronan Magaud        | DVG            | 74           | 1,66         |             |             |
|                |                     |                |              |              |             |             |
| Inscrits       | Inscrits            | Inscrits       | 14 069       | 100,00       | 14 069      | 100,00      |
| Abstentions    | Abstentions         | Abstentions    | 9 516        | 67,64        | 9 879       | 70,22       |
| Votants        | Votants             | Votants        | 4 553        | 32,36        | 4 190       | 29,78       |
| Blancs et nuls | Blancs et nuls      | Blancs et nuls | 88           | 1,93         | 347         | 8,28        |
| Exprimés       | Exprimés            | Exprimés       | 4 465        | 98,07        | 3 843       | 91,72       |

*sortant

### Canton de Saint-Nazaire-Ouest
| Candidats      | Candidats       | Étiquette      | Premier tour | Premier tour | Second tour | Second tour |
| Candidats      | Candidats       | Étiquette      | Voix         | %            | Voix        | %           |
| -------------- | --------------- | -------------- | ------------ | ------------ | ----------- | ----------- |
|                | Annaïg Cotonnec | PS             | 2 020        | 40,21        | 2 465       | 56,80       |
|                | Gilles Denigot  | EELV           | 1 274        | 25,36        | 1 875       | 43,20       |
|                | Romain Morand   | UMP            | 1 194        | 23,77        |             |             |
|                | Yvon Renévot    | PCF            | 451          | 8,98         |             |             |
|                | Régis Mornet    | PRG            | 85           | 1,69         |             |             |
|                |                 |                |              |              |             |             |
| Inscrits       | Inscrits        | Inscrits       | 14 924       | 100,00       | 14 924      | 100,00      |
| Abstentions    | Abstentions     | Abstentions    | 9 766        | 65,44        | 10 108      | 67,73       |
| Votants        | Votants         | Votants        | 5 158        | 34,56        | 4 816       | 32,37       |
| Blancs et nuls | Blancs et nuls  | Blancs et nuls | 134          | 2,60         | 476         | 9,88        |
| Exprimés       | Exprimés        | Exprimés       | 5 024        | 97,40        | 4 340       | 90,12       |

*sortant

### Canton de Saint-Philbert-de-Grand-Lieu
| Candidats      | Candidats          | Étiquette      | Premier tour | Premier tour | Second tour | Second tour |
| Candidats      | Candidats          | Étiquette      | Voix         | %            | Voix        | %           |
| -------------- | ------------------ | -------------- | ------------ | ------------ | ----------- | ----------- |
|                | Stephan Beaugé*    | UMP            | 3 357        | 50,39        | 4 122       | 65,48       |
|                | Florence Le Coz    | PS             | 1 402        | 21,04        | 2 173       | 34,52       |
|                | Bernard Coudriau   | MoDem          | 601          | 9,02         |             |             |
|                | Patrick Fertil     | EELV           | 591          | 8,87         |             |             |
|                | Benjamin Ratichaux | FN             | 554          | 8,32         |             |             |
|                | Christophe Martin  | PCF            | 157          | 2,36         |             |             |
|                |                    |                |              |              |             |             |
| Inscrits       | Inscrits           | Inscrits       | 14 231       | 100,00       | 14 231      | 100,00      |
| Abstentions    | Abstentions        | Abstentions    | 7 426        | 52,18        | 7 631       | 53,62       |
| Votants        | Votants            | Votants        | 6 805        | 47,82        | 6 600       | 46,38       |
| Blancs et nuls | Blancs et nuls     | Blancs et nuls | 143          | 2,10         | 305         | 4,62        |
| Exprimés       | Exprimés           | Exprimés       | 6 662        | 97,90        | 6 295       | 95,38       |

*sortant

### Canton de Savenay
| Candidats      | Candidats                | Étiquette      | Premier tour | Premier tour | Second tour | Second tour |
| Candidats      | Candidats                | Étiquette      | Voix         | %            | Voix        | %           |
| -------------- | ------------------------ | -------------- | ------------ | ------------ | ----------- | ----------- |
|                | Lenaïck Leclair          | PS             | 1 999        | 28,81        | 2 934       | 52,01       |
|                | Janick Tatard            | DVG            | 1 575        | 22,70        | 2 707       | 47,99       |
|                | Jean-François Arthur     | UMP            | 1 089        | 15,69        |             |             |
|                | Gérard Letrouvé-Blanchet | DVG            | 899          | 12,96        |             |             |
|                | Dominique Château        | DVD            | 618          | 8,91         |             |             |
|                | Jean-Yves Martin         | PCF            | 287          | 4,14         |             |             |
|                | Philippe Labarre         | POI            | 245          | 3,53         |             |             |
|                | Hervé Carro              | UDB            | 227          | 3,27         |             |             |
|                |                          |                |              |              |             |             |
| Inscrits       | Inscrits                 | Inscrits       | 5 256        | 100,00       | 5 256       | 100,00      |
| Abstentions    | Abstentions              | Abstentions    | 2 924        | 55,63        | 3 181       | 60,52       |
| Votants        | Votants                  | Votants        | 2 332        | 44,37        | 2 075       | 39,48       |
| Blancs et nuls | Blancs et nuls           | Blancs et nuls | 57           | 3,88         | 317         | 15,49       |
| Exprimés       | Exprimés                 | Exprimés       | 1 758        | 96,12        | 3 843       | 84,51       |

### Canton de Varades
| Candidats      | Candidats           | Étiquette      | Premier tour | Premier tour | Second tour | Second tour |
| Candidats      | Candidats           | Étiquette      | Voix         | %            | Voix        | %           |
| -------------- | ------------------- | -------------- | ------------ | ------------ | ----------- | ----------- |
|                | Claude Gautier      | DVD            | 1 029        | 29,82        | 1 929       | 60,64       |
|                | Claude Bricaud*     | PS             | 786          | 22,78        | 1 252       | 39,26       |
|                | Jean-Marc Le Mer    | DVD            | 661          | 19,15        |             |             |
|                | Yves Aubry          | EELV           | 588          | 17,04        |             |             |
|                | Tanguy de Kermoysan | DVD            | 300          | 8,69         |             |             |
|                | Didier Potiron      | PCF            | 87           | 2,52         |             |             |
|                |                     |                |              |              |             |             |
| Inscrits       | Inscrits            | Inscrits       | 6 388        | 100,00       | 6 388       | 100,00      |
| Abstentions    | Abstentions         | Abstentions    | 2 784        | 43,58        | 2 913       | 45,60       |
| Votants        | Votants             | Votants        | 3 604        | 56,42        | 3 475       | 54,40       |
| Blancs et nuls | Blancs et nuls      | Blancs et nuls | 153          | 4,25         | 294         | 8,46        |
| Exprimés       | Exprimés            | Exprimés       | 3 451        | 95,75        | 3 181       | 91,54       |

*sortant

### Canton de Vertou
Sept ans après avoir arraché le canton de Vertou au sortant de longue date, l'ancien sénateur-maire Luc Dejoie, Martine L'Hostis ne réédite pas cet exploit. Entre-temps, on peut noter que la conseillère générale socialiste n'avait pas su briser la dynastie municipale à Vertou, face au fils de Luc Dejoie, Laurent Dejoie. En effet, menant la principale liste d'opposition socialiste aux municipales de 2008, Martine L'Hostis s'est inclinée au premier tour.
Cette fois, elle faisait principalement face au candidat de droite, Rodolphe Amailland, adjoint au maire de Laurent Dejoie à Vertou. Celui-ci arrive confortablement en tête du premier tour. L'UMP et le PS perdent cependant tous deux entre 1 500 et 2 000 voix par rapport à 2004, l'abstention grimpant de près de 23 points. On note la progression des écologistes, qui glanent 500 voix de plus qu'en 2004, avec leur candidate, l'ancienne socialiste Brigitte Héridel. Un autre ancien socialiste, le conseiller municipal communiste de longue date à Vertou, Michel Gouty, est également candidat et progresse de plus de 150 voix par rapport à son score précédent de 2004. Le régionaliste Yann Quéméneur permet à l'UDB de progresser de quelques dizaines de voix, en comparaison de Brigitte Géléoc en 2004, laquelle le suppléait pour cette élection. Pour compléter le tableau, Sylvain Couasnon se présente pour le POI trotskyste et obtient 150 suffrages, loin des 500 obtenus par les deux candidats classés à l'extrême gauche en 2004.

Au second tour, bien que la gauche ait été majoritaire au premier, la sortante socialiste est battue avec 134 voix d'avance pour le nouveau conseiller général UMP. On remarque que, comme en 2004, Martine L'Hostis l'emporte dans la seconde commune du canton, Les Sorinières.
| Candidats      | Candidats          | Étiquette      | Premier tour | Premier tour | Second tour | Second tour |
| Candidats      | Candidats          | Étiquette      | Voix         | %            | Voix        | %           |
| -------------- | ------------------ | -------------- | ------------ | ------------ | ----------- | ----------- |
|                | Rodolphe Amailland | UMP            | 4 072        | 41,34        | 5 105       | 50,66       |
|                | Martine L'Hostis*  | PS             | 2 862        | 29,06        | 4 971       | 49,34       |
|                | Brigitte Heridel   | EELV           | 1 771        | 17,98        |             |             |
|                | Michel Gouty       | PCF            | 742          | 7,53         |             |             |
|                | Yann Quéméneur     | UDB            | 250          | 2,54         |             |             |
|                | Sylvain Couasnon   | POI            | 153          | 1,55         |             |             |
|                |                    |                |              |              |             |             |
| Inscrits       | Inscrits           | Inscrits       | 22 202       | 100,00       | 22 202      | 100,00      |
| Abstentions    | Abstentions        | Abstentions    | 12 098       | 54,49        | 11 652      | 52,48       |
| Votants        | Votants            | Votants        | 10 104       | 45,51        | 10 550      | 47,52       |
| Blancs et nuls | Blancs et nuls     | Blancs et nuls | 254          | 2,51         | 474         | 4,49        |
| Exprimés       | Exprimés           | Exprimés       | 9 850        | 97,49        | 10 076      | 95,51       |

*sortant